# Koichi Higashi
Koichi Higashi (東 幸一 Higashi Koichi?), född 23 augusti 1978 i Nara prefektur, är en japansk före detta fotbollsspelare.
Higashi började sin karriär 2001 i Sagan Tosu. Han spelade 27 ligamatcher för klubben. Efter Sagan Tosu spelade han för Nara Club. Han avslutade karriären 2010.